# BongaCams
BongaCams este un site pentru adulți cu sediul în Olanda, operat de compania din Cipru Proweb Progressive Development Ltd, care furnizează show-uri webcam live ale model webcams, camboys și cupluri care prezintă de obicei nuditate și activitate sexuală variind de la striptease și discuție erotică la masturbare cu jucării sexuale. Toți vizitatorii se pot alătura chat room-urilor generale, în timp ce modelele pot câștiga bani în show-uri private și primind tips de la utilizatorii înregistrați. BongaCams a fost unul dintre primele site-uri web de top care au implementat securitatea HTTPS. Este unul dintre cele mai mari site-uri web de camere pentru adulți din Europa, concurând cu site-ul american Chaturbate.Din aprilie 2021, așa cum este clasat de Alexa, este al 36-lea cel mai popular site din lume.
Programul de afiliere BongaCash și site-ul model BongaModels fac, de asemenea, parte din rețeaua BongaCams.

## Istoric
Domeniul a fost înregistrat în 2012.
Site-ul a primit primul său premiu în 2016 - devenind Best Emerging Live Cam Site  at Live Cam Awards 2016.
În decembrie 2016, BongaCams a achiziționat RusCams.com.
În martie 2017, au achiziționat un alt site de camming, CamFuze.com.
În ianuarie 2017, ziarul Maltese The Malta Independent a raportat că BongaCams era mai popular în rândul maltezilor decât Wikipedia.
Provenind din națiunea insulară Cyrpus, Bonga Cams este un site de camere pentru adulți cu o mulțime de fete sexy, dezbrăcate sau "în curând dezbrăcate dacă le plătești". Bonga Cams funcționează ca un site de camere video freemium cu o economie bazată pe jetoane. A fost lansat în 2012 și de atunci le permite fetelor extrovertite să își scuture sânii și să stea pe un falus uriaș care vibrează pentru bani.

## Premii
| Year | Result | Award |
| ---- | ------ | ----- |
| 2017 |        |       |
| Year | Result | Award |

| Year | Result   | Award                              |
| ---- | -------- | ---------------------------------- |
| 2016 | Câștigat | Best Live Cam Revenue Program (EU) |
| 2017 | Câștigat | Company of the Year                |

| Year | Result   | Award                  |
| ---- | -------- | ---------------------- |
| 2016 | Câștigat | Best European Cam Site |
| 2017 | Câștigat | Best Tipping Cam Site  |

| Year | Result   | Award                                  |
| ---- | -------- | -------------------------------------- |
| 2016 | Câștigat | Best Affiliate Program                 |
| 2017 | Câștigat | Live Cam Affiliate Program of the Year |
| 2017 | Câștigat | Freemium Cam Site of the Year          |

| Year | Result   | Award                            |
| ---- | -------- | -------------------------------- |
| 2016 | Câștigat | Best Emerging Live Cam Site      |
| 2017 | Câștigat | Best Live Cam WhiteLabel Program |
| 2017 | Câștigat | Best Live Cam Affiliate Program  |

| Year | Result   | Award                           |
| ---- | -------- | ------------------------------- |
| 2017 | Câștigat | Best Credits or Tokens Cam Site |
| 2017 | Câștigat | Best Russian Adult Webcams Site |